# Cinchonopsis
Cinchonopsis  es un género monotípico de plantas con flores perteneciente a la familia de las rubiáceas. Incluye una sola especie: Cinchonopsis amazonica (Standl.) L.Andersson (1995). Es nativa de la Amazonia.

## Taxonomía
Cinchonopsis amazonica fue descrita por (Standl.) L.Andersson y publicado en Annals of the Missouri Botanical Garden 82(3): 424, en el año 1995.
Sinonimia
- Cinchona amazonica Standl.[3]